# Erritsø (plaats)
Erritsø is een plaats in Denemarken, in de regio Zuid-Denemarken op Jutland. Sinds de gemeentelijke hervorming van 1970 behoort de plaats tot de gemeente Fredericia. Erritsø is een voorstad van de stad Fredericia en ligt ca. 4 km. ten zuidwesten van het centrum van ervan, tussen de Taulov-autosnelweg/E20 en de stadsgrens. In 2009 telde Erritsø ca. 8.000 inwoners.
Erritsø is een typische voorstad met voornamelijk vrijstaande eengezinswoningen (parcelhuse). Met name in de omgeving van de snelweg E20 is er belangrijke werkgelegenheid, bv. Energinet.dk en Erritsø Tryk, een uitgeverij.
De naam "Erritsø" is mogelijk afkomstig van "Eriks-høj", ofwel "Eriks heuvel". Het deel "høj" betekent "heuvel" en verwijst naar een bavnehøj, een heuvel waarop men een lichtbaken maakte.
Er bestaat ook een parochie Erritsø van de Deense Volkskerk.